# 菅原美千子
菅原 美千子（すがわら みちこ、1969年8月23日 - ）は、スピーチコンサルタント・企業研修トレーナーで、一時期を除き兼業でアナウンサー・キャスターとしても活動している。

## プロフィール
青森県上北郡野辺地町出身。青森県立青森東高等学校、東北大学文学部卒業。血液型はO型。その後1992年10月、仙台放送にアナウンサーとして入社。スーパータイムのキャスターと同時に、報道部記者として番組制作にも関わる。1999年9月同社退社後はセント・フォースに移籍し、東京でフリーアナウンサー・ニュースキャスター業をこなしてきた。
2004年3月にセント・フォースを退社して、アナウンサー・キャスターとしての活動を休止する。同年6月、日本で最大手のコーチング・ファームである「コーチA」に入社、シニアコーチとしての活動をした後、2008年に独立。スピーチコンサルタント、企業研修のトレーナーとして活動している。また、司会・キャスター業へも本格復帰。
2011年7月時点で共同テレビジョンおよびグリーンメディアに所属。その後共同テレビが、遅くとも2014年秋頃までにタレントマネジメント事業を廃止したため、グリーンメディアに一本化した。

## 担当番組

### 仙台放送時代
- 仙台放送スーパータイム（お天気キャスター、メインキャスター）
- CATCH（メインキャスター）ほか

### フリー転身後
- i-NEWS Morning（BS-i、メインキャスター）
- JNNモーニング（メインキャスター、中澤有美子と交代で出演）
- ウォッチ!（TBSテレビ、2003年4月 - 2004年3月、レポーター・スタジオ解説）